# Octobas

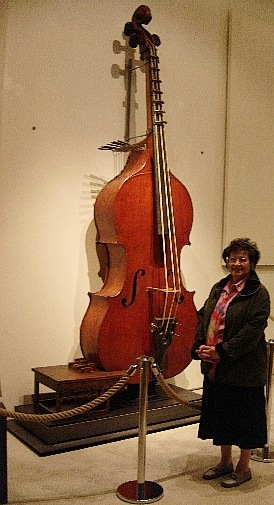
Octobas

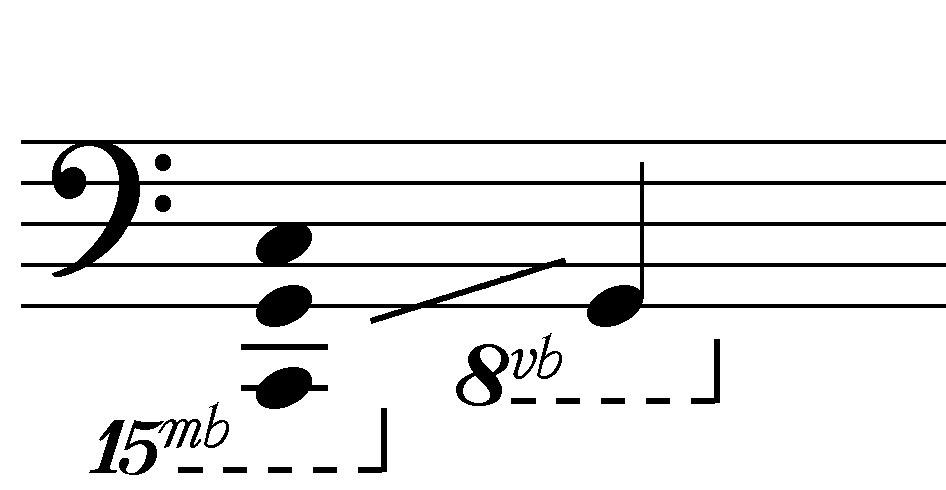
Tonomfång

Octobas är ett mycket stort stråkinstrument, konstruerat omkring 1850 i Paris av den franska instrumentmakaren Jean-Baptiste Vuillaume (1798-1875). Det har tre strängar och är egentligen en större version av en kontrabas (förlagan i samlingen av Musée de la Musique i Paris mäter 3,48 meter i längd, medan en fullstor kontrabas är 1,8-2 m lång). På grund av greppbrädans opraktiska längd och strängarnas tjocklek, trycks strängarna istället ned med hjälp av ett system av hand- och fotstyrda spakar och pedaler. Instrumentet har på grund av sin opraktiskhet aldrig producerats i större skala eller använts av särskilt många tonsättare (även om Hector Berlioz hade en positiv syn på instrumentet och uppmuntrade till en större användning av det). Utöver instrumentet i Paris, finns en till octobas i Musical Instrument Museum i Phoenix, Arizona.
Octobasens lägsta sträng är stämd till C1 (32,7 Hz), en oktav under cellons lägsta C (C2, 64,14 Hz). Denna ton är densamma som den lägsta tonen hos en modern kontrabas. Den mellersta strängen är stämd till G1, en kvint högre än lägsta strängen. Den högsta strängen är stämd till C2, en oktav högre än den lägsta strängen. G2, en kvint högre än den mellersta strängen, är den högsta tonen som kan spelas på instrumentet, vilket ger det ett tonomfång på en och en halv oktav. Moderna och befintliga instrument är dock stämda till C, G, C, med den låga C-strängen till 16,25 Hz (C0, en oktav under pianots lägsta C).
Ett liknande men nyare instrument, en trippel kontrabas, har förekommit på en inspelning av den amerikanske kompositören Roscoe Mitchell.